# Martin Brundle
Martin Brundle, född 1 juni 1959 i King's Lynn, är en brittisk racerförare och TV-kommentator på Sky Sports F1. 

## Racingkarriär
Brundle började tävla i det Brittiska F3-mästerskapet samtidigt som Ayrton Senna 1983. Trots att Senna vann de tio första loppen, gav Brundle inte upp och vann flera höstlopp och nästan mästerskapet. Året efter tog både Senna och Brundle steget upp i formel 1, Senna i Toleman och Brundle i Tyrrell. Brundle kom femma i sitt debutlopp, Brasiliens Grand Prix 1984, och tvåa i sitt åttonde lopp, USA:s Grand Prix East 1984, men det blev inga poäng eftersom stallet diskvalificerades efter ett bråk med FIA om ballast. I det efterföljande loppet råkade Brundle ut för en olycka under kvalificeringen i vilken han bröt en vrist.
1992 kom Brundle till Benetton, som var ett toppstall, där han blev stallkamrat med Michael Schumacher. Brundle hade problem i början men kom igen och kunde vunnit Kanadas Grand Prix om inte hans bil fått transmissionsfel under 45:e varvet. Därefter kunde han vunnit Belgiens Grand Prix, men hans stallkamrat Schumacher gjorde kortare depåstopp och vann loppet medan Brundle kom fyra. Han blev därför chockad när han fick sparken efter säsongen. 
Men Brundle var en överlevare och körde en säsong i Ligier och därefter en i McLaren. 1995 var han tillbaka i Ligier och 1996 körde han för Jordan. Brundle kraschade våldsamt under det första varvet av säsongens första deltävling i Australien. Han återkom från detta och lite till och överglänste ofta sin stallkamrat i Jordan, Rubens Barrichello, men trots det blev detta Brundles sista F1-säsong. Därefter har han tävlat i sportvagnsracing.
Brundle har i rollen som Formel 1-kommentator jobbat för ITV (1997-2008), BBC (2009-2011) och är sedan 2012 på Sky Sports F1.

## F1-karriär
| Säsong | Stall/Tillverkare            | Poäng | Placering |
| ------ | ---------------------------- | ----- | --------- |
| 1984   | Tyrrell-Ford                 | 0     | –         |
| 1985   | Tyrrell-Ford Tyrrell-Renault | 0     | –         |
| 1986   | Tyrrell-Renault              | 8     | 11        |
| 1987   | Zakspeed                     | 2     | 18        |
| 1988   | Williams-Judd                | 0     | –         |
| 1989   | Brabham-Judd                 | 4     | 20        |
| 1991   | Brabham-Yamaha               | 2     | 17        |
| 1992   | Benetton-Ford                | 38    | 6         |
| 1993   | Ligier-Renault               | 13    | 7         |
| 1994   | McLaren-Peugeot              | 16    | 7         |
| 1995   | Ligier-Mugen Honda           | 7     | 13        |
| 1996   | Jordan-Peugeot               | 8     | 11        |

| 1. Italien 1992 2. Monaco 1994 |

| 1. Frankrike 1992 2. Storbritannien 1992 3. Japan 1992 4. Australien 1992 5. San Marino 1993 6. Australien 1994 7. Belgien 1995 |

| 1. Brasilien 1984 2. Sydafrika 1984 3. Belgien 1984 4. San Marino 1984 5. Frankrike 1984 6. Kanada 1984 7. USA East 1984 8. Österrike 1987 |